# Ballata tragica
Ballata tragica è un film italiano del 1955 diretto da Luigi Capuano.
Segnò l'esordio cinematografico di Marisa Allasio.

## Produzione
La pellicola, a carattere musicale, è ascrivibile al filone dei melodrammi sentimentali, comunemente soprannominato strappalacrime, molto in voga tra il pubblico italiano negli anni del secondo dopoguerra, in seguito indicato dalla critica con il termine neorealismo d'appendice, amalgamata ad elementi polizieschi.

## Incassi
Incasso accertato sino a tutto il 31 marzo 1959: 102.572.806 lire dell'epoca.